# 知事
知事（ちじ）は、地方行政区画を統轄する官庁の長のことである。英語では governor というが、古代ローマの属州や、イギリスの海外領土の governor は、「知事」ではなく「総督」と訳されることもある。

## 語源
「知事」という漢字語彙は、中国において地方行政官庁の長を指す官職名になるより以前に、仏教寺院で雑事や庶務をつかさどる役職の名として用いられていた。このため「知事」は仏教用語であると紹介されることがある。
仏教が中国に入った際、インドの僧院に置かれたサンスクリットで「カルマ・ダーナ」 karma-dāna と呼ぶ役職に対してさまざまな漢訳語が与えられたが、その中に「知院事」「知事」がある。「知」は「つかさどる」の意であり、「知院事」で院（僧院）のことをつかさどる役職を意味する。「知事」はこの「知院事」の省略形とされる。中国では唐代に禅宗が発展するとともに寺院の管理運営業務も複雑化したため、分掌が行われて6つの「知事」と呼ばれる役職（総称して六知事）が置かれた。
宋代には官僚制度の用語に用いられ、地方の府・州・県の長官を「知某州事」「知某県事」などと呼ぶようになり、短縮されて「知県事」「知府事」などと呼ばれるようになった。宋代には正式な中央官制に組み入れられており、中央の官職を持たない県の長官は「県令」と呼ばれた。
日本では、明治維新の過程で地方行政単位の名称に中国の制度が参考され（府藩県三治制）、同時に行政の長を「知事」と呼ぶ（当初は「知県事」など）ことが導入された。

## 各国の知事

### 日本
日本では、広域自治体である都道府県の首長を都道府県知事（都知事、道知事、府知事、県知事）という。一方、基礎自治体である市町村の首長は市町村長（市長、町長、村長）という。太平洋戦争前は知事は内務省管轄であり、勅任官であったが、現在は選挙により選出される。知事のもとに置かれる部局を知事部局という。
明治維新直後、府藩県三治制が布かれた時期には、知藩事（藩知事）が各地の藩に置かれた。これは江戸時代以来それらの藩を治めた大名（藩主）がほぼそのまま任命されたが、廃藩置県により県令、のち県知事に置き換えられた。
日本統治時代の台湾では、台湾総督府の下の地方行政区画5州に首長として州知事が配置された。同じく日本統治時代の朝鮮では、朝鮮総督府の下に地方行政区画13道があり、当初は道長官が配置されたが、1919年からは首長として道知事が配置された。

### アメリカ合衆国
アメリカ合衆国の州 (state) の首長 (governor) は、州知事と訳される。合衆国政府における大統領をモデルとした役職であり、直接選挙で公選される。しかし、それぞれ独自の州憲法の定めにより設けられた職であるため、州により権限に差がある。連邦と異なる全般的な特徴としては、法務執行や選挙管理を中心とする一部の行政権の最高決定権が、知事の部下である州務長官に属する州が多い。また連邦では大統領が自らによる人選で閣僚を指名するのに対し、州務長官をはじめとする州の幹部職が直接選挙で公選される州も珍しくない。
準州（territory）の首長も直接選挙で公選される知事であるが、かつては大統領によって任命される準州知事も存在した。

### 中国
中国では、府（唐から清まで）・州（清まで）・県の長官を知府、知州、知県という。
現在では各省の省長が知事にあたるが、省内政治における順位は同省共産党委員会書記に次ぐ二位である。

### インド
大統領が州知事を任命し、州知事は州首相を任命する。行政における実質的な権限は州首相が持っている。各州にある地方裁判所は知事が任命するが、高等裁判所は大統領が任命する。

### アラビア
バーレーン・エジプト・イラク・ヨルダン・クウェート・レバノン・オマーン・シリア・イエメンの県の長のmohafaziは、知事と訳す。

### 韓国
韓国では、日本の都道府県に相当する道と、首都のソウル特別市、政令指定都市に相当する広域市が「広域自治団体」とされ（ソウル特別市と広域市は道の所属から独立）、このうち道の首長を「道知事（도지사、トジサ）」と呼ぶ。特別市・広域市の首長は「市長（시장、シジャン）」である。一方、「基礎自治団体」には一般市と郡があり、市の首長は「市長」、郡の首長は「郡守（군수、クンス）」、区の首長は「区庁長（구청장、クチョンジャン）」である。いずれも以前は政府が任命していたが、1990年代以降は選挙により選出される。

## 副知事
副知事（ふくちじ）は、一般に知事を補佐あるいは代行する役職である。
- 日本の都道府県には知事に対し副知事が置かれる。
- 英語圏（旧イギリス植民地、イギリス海外領土）の lieutenant governor は、これに対応する governor の訳に応じて「副知事」もしくは「副総督」と訳される。
- オランダ王国の小アンティル諸島の自治領に置かれる gezaghebber も、「副知事」もしくは「副総督」と訳される。